# Monorail

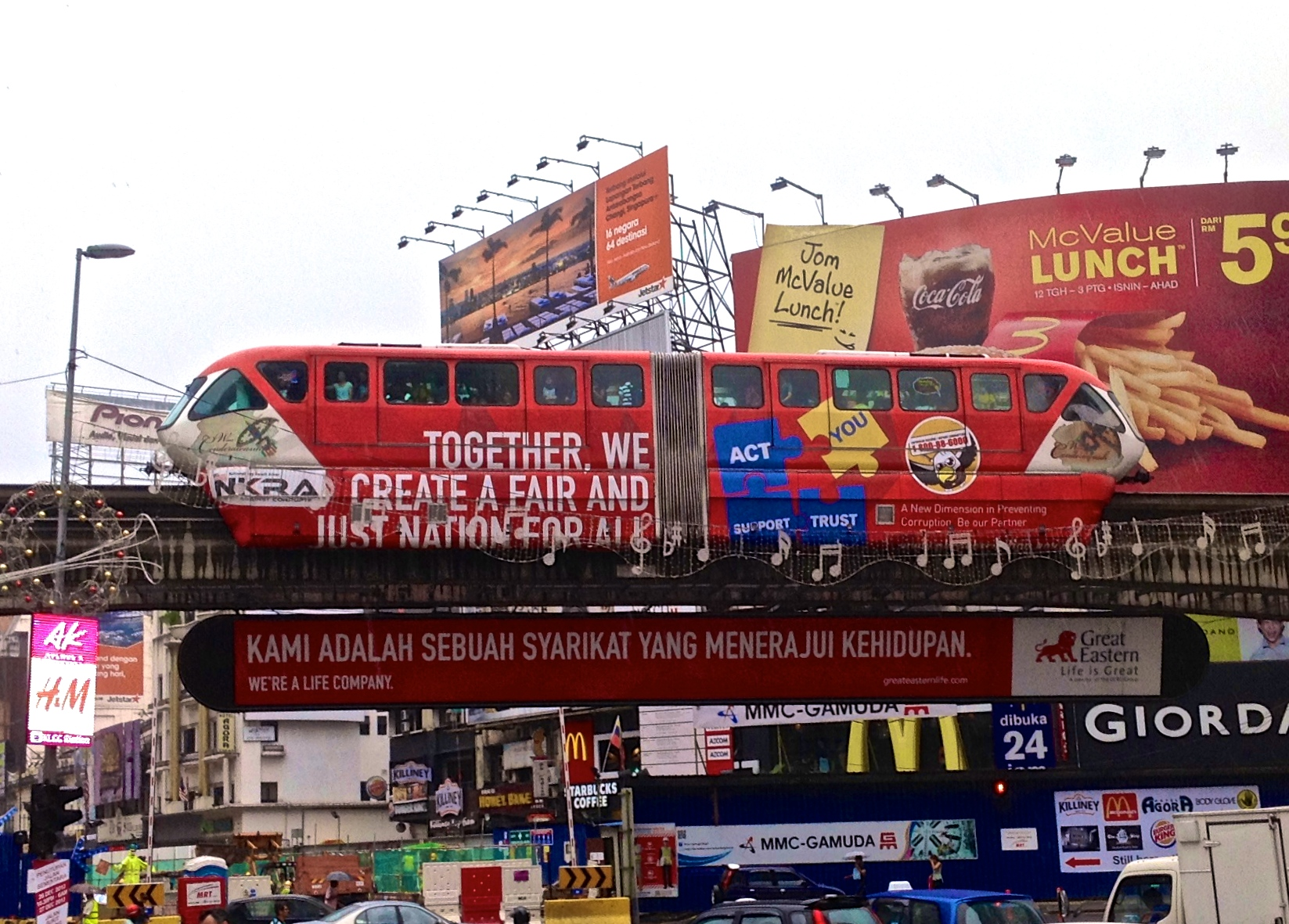
KL Monorail v Kuala Lumpur

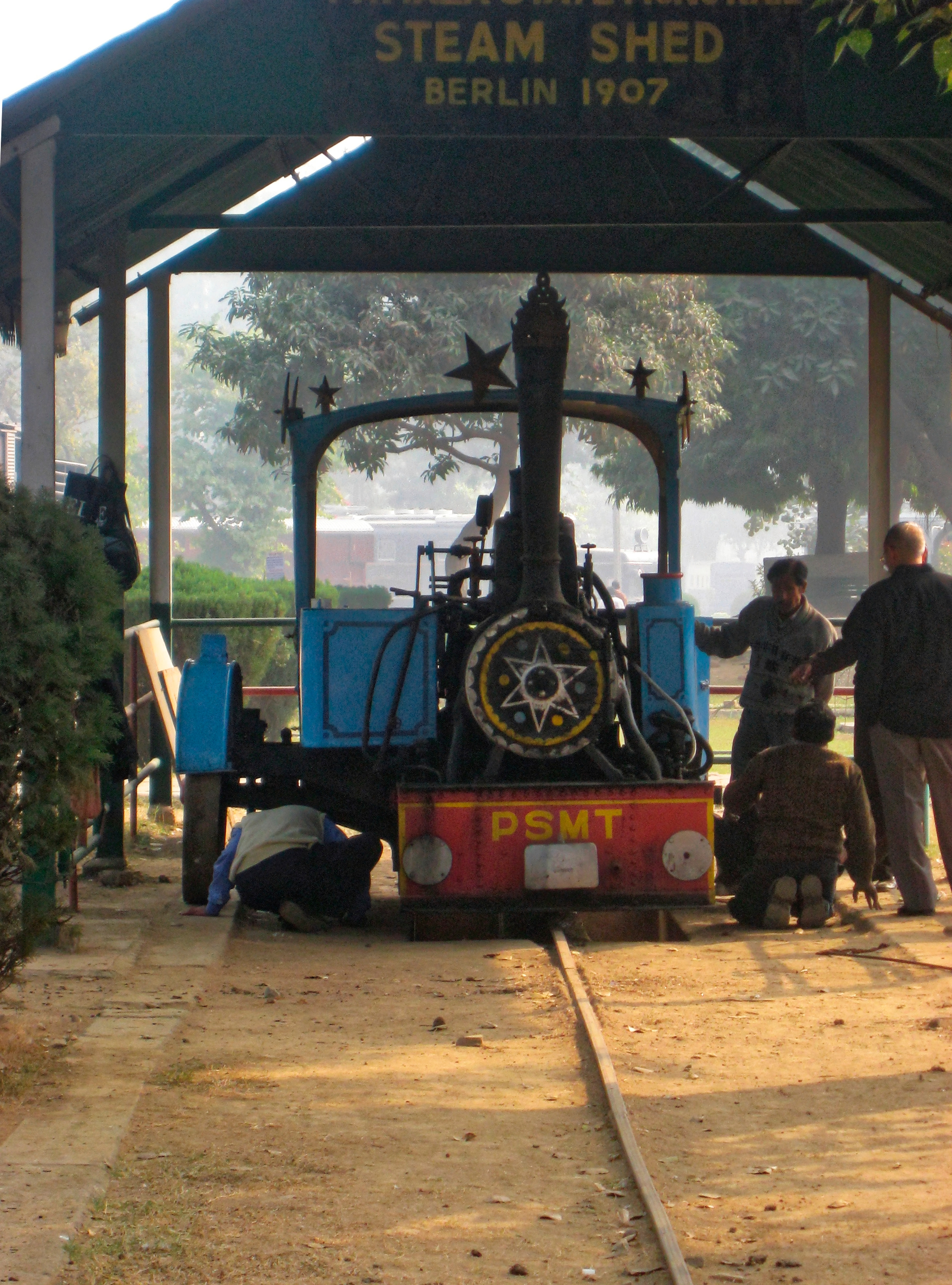
Monorail v muzeu v Dillí z roku 1907

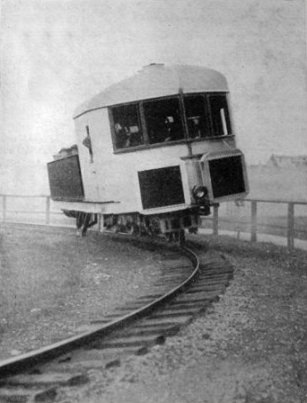
Brennanův experimentální gyroskopický monorail, taktéž 1907

Monorail neboli jednokolejnicová dráha, je speciální druh železniční infrastruktury, který užívá jen jedné kolejnice pro vedení a nesení vozidel. Pod tímto obecným názvem se ale skrývá řada různorodých originálních konstrukcí.
Myšlenka jednokolejnicové dráhy byla živá již v 19. století. Jedním z konstruktérů lokomotiv pro tyto dráhy byl již v dobách parního provozu i A. Mallet. Konstruktéři si od těchto drah slibovali následující výhody:
- nižší náklady
- menší zastavěná plocha
- lepší přizpůsobení terénu nebo reliéfu měst

Ve velké většině případů se ale tyto předpoklady naplnily jen částečně nebo nenaplnily vůbec.
Monoraily lze rozdělit na dvě základní koncepce:
- Běžný monorail (vozy jedou po kolejnici)
- Závěsný monorail (vozy jsou na kolejnici zavěšené)

Monoraily jsou často provedeny jako Automated People Mover, to znamená s dálkovým či automatickým řízením bez řídicího personálu ve vozidle.

## Jednokolejnicové dráhy ve světě

### Evropa
- Aerobus
- Visutá dráha ve Wuppertalu – německý závěsný monorail postavený v roce 1902
- Visutá dráha v Drážďanech – visutá lanová dráha, jejíž vozy se pohybují po jedné kolejnici
- SAFEGE – francouzský projekt z roku 1956, v 60. letech dráhy v New Yorku a v Tokiu.

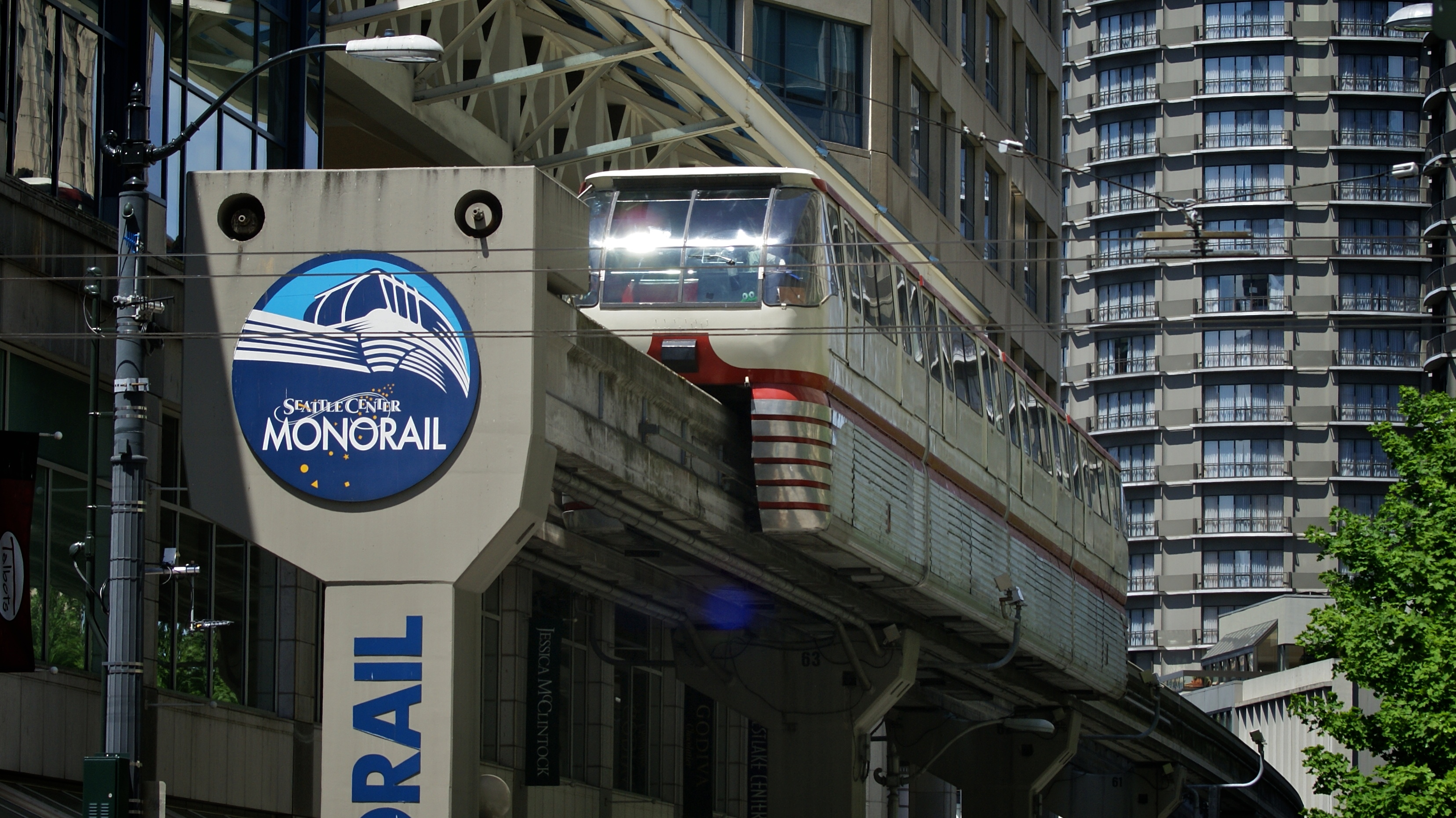
Monorail v Seattlu

- Monorail v Moskvě

### Amerika
- Monorail v Seattlu
- Monorail v Las Vegas
- Monorail v Jacksonville

### Asie
- Monorail na ostrov Sentosa v Singapuru
- Monorail na Palmovém ostrově v Dubaji (SAE)

#### Čína
- Šanghajský maglev[zdroj?]
- Linka č. 2 metra v Čchung-čchingu

#### Japonsko
- Tokijský monorail – první komerční monorail světa
- Závěsný monorail Safege v Čibě
- Monorail v Kitakjúšú
- Yui Rail v Naze na Okinawě
- Monorail v Ósace
- Závěsný monorail typu Safege Šónan Monorail v prefektuře Kanagawa
- Závěsný monorail Skyrail v Hirošimě
- Městský monorail v Tamě v Tokiu
- Monorail v tokijském DisneyLandu
- Monorail v opičím parku v Inujamě v prefektuře Aiči
- Monorail v ZOO v Uenu v Tokiu